# James Hayden Tufts
James Hayden Tufts (1862–1942), um influente filósofo norte-americano, foi professor da então recém-fundada Universidade de Chicago. 

## Carreira
Tufts também foi membro do Conselho de Arbitragem e presidente de um comitê das agências sociais de Chicago. A obra Ética em 1908 (com uma segunda edição aparecendo em 1932) foi uma colaboração de Tufts e John Dewey. Tufts acreditava em uma concepção de influências mútuas que ele via como opostas tanto no marxismo quanto no idealismo.

## Publicações selecionadas
- America's Social Morality (1933)
- The Sources and Development of Kant's Teleology, Diss. Freiburg i. Br. 1892
- Our Democracy. Its Origins and its Tasks, New York 1917
- The Ethics of Cooperation, Boston 1918
- Creative Intelligence; Essays in the Pragmatic Attitude (1923), ND 2013, ISBN 978-1289816001